# 戈爾甘亞維爾尼茨基山
48°24′14″N 24°30′21″E / 48.40389°N 24.50583°E
戈爾甘亞維爾尼茨基山是烏克蘭的山峰，位於該國西部伊萬諾-弗蘭科夫斯克州，處於韋爾霍維納區，屬於烏克蘭喀爾巴阡山脈的一部分，海拔高度1,432米。